# Коркодиновы
Коркодиновы — угасший русский княжеский род, ветвь князей Смоленских.
Род внесён в Бархатную книгу. При подаче документов для внесения рода в Бархатную книгу были предоставлены: родословная роспись князей Коркодиновых (29 марта 1686), родословная роспись князей Коркодиновых, Дашковых и Кропоткиных, предоставленная окольничим князем Иваном Михайловичем Коркодиновым с рукоприкладством окольничего князя Ивана Ивановича Дашкова (02 декабря 1686), были взяты подтверждения о верности рукоприкладств на родословных росписях, по приговору боярина князя Владимира Дмитриевича Долгорукова родословие князей Коркодиновых занесено в Бархатную книгу в главу Смоленских князей (09 января 1687).

## Происхождение и история рода
У предпоследнего князя Смоленского, Святослава Ивановича (умер в 1386), был внук князь Иван Глебович, которого при завоевании литовцами в 1404 году Смоленского княжества, взяли в плен и отвезли в Литву. Его сын Юрий Иванович по прозванию Коркода родился и жил в Литве. Его сын Иван Юрьевич в 1514 при покорении Смоленска остался в подданстве великого князя московского Василия III Ивановича, который пожаловал его боярским титулом (1520) и в исторических документах писался "Государев Слуга". Князь Иван Михайлович Коркодинов боярин (1692), а его братья: Андрей — воеводой в Уфе (1682), а Фёдор — воеводой в Нижнем Новгороде.
Род Коркодиновых пресёкся в начале XVIII века со смертью князя Петра Алексеевича, имевшего: сестру княжну Софью Алексеевну и четырёх дочерей княжон: Екатерину (ум. 1735), Александру, Марию и Елену.
Имя рода сохранилось в названии села Спас-Коркодино.

## Известные представители
- Князь Коркодинов Семён Иванович(?-1582) — из «литвы дворовой», воевода в Великих Луках, Смоленске, Новгороде Северском, Орле, входил в Земский собор Ивана Грозного[4].
- Князь Коркодинов Гаврила Семёнович — воевода в Переславле-Рязанском (1603).
- Князь Коркодинов Григорий Иванович — воевода.
- Князь Коркодинов Семён Григорьевич — первый воевода в Рыльске (1605).
- Князь Коркодинов Фёдор Семёнович — воевода в Тюмени (1615—1618), московский дворянин (1627—1640) (постригся и умер).
- Князья Коркодиновы: Яков и Данила Гавриловичи — стольники (1627—1629).
- Князь Коркодинов Фёдор — воевода в Ряжске (1634).
- Князь Коркодинов Иван Михайлович — стряпчий (1636—1640), стольник (1658—1676), окольничий (1681—1686), боярин (1691—1692).
- Князь Коркодинов Андрей Иванович — стряпчий (1658).
- Князь Коркодинов Алексей Михайлович — московский дворянин (1640), стольник (1658—1676).
- Князь Коркодинов Андрей Михайлович — стольник (1658—1686).
- Князь Коркодинов Михаил Иванович — стряпчий с платьем (1627—1629), стольник (1636—1658), воевода в Арзамасе (1644), Кевроле и Мезени (1650-1652),
- Князь Коркодинов Иван — воевода в Терках (1674).
- Князь Коркодинов Фёдор Михайлович — стряпчий (1658—1676), стольник (1676—1692), воевода в Киеве (1678—1679), в Нижнем Новгороде (1680—1682), завоеводчик в Крымском походе (1687).
- Князь Коркодинов Пётр Алексеевич — стольник (1686—1703)[5][6].